# 北愛爾蘭人口

2011年英國人口普查北愛爾蘭人口地圖

北愛爾蘭是英國的四個部分中人口最少的一部分，人口佔英國總人口的2.9%。據2011年英國人口普查，北愛爾蘭有人口1,810,863人，比上次人口普查增加了125,800人（7.5%）。北愛爾蘭的人口密度是每平方公里133人，只有英國的約一半但是愛爾蘭共和國的兩倍。和愛爾蘭共和國不同的是，北愛爾蘭有較多的新教人口。2022年9月22日，根據當天的人口普查結果顯示，北愛爾蘭地區的天主教徒人數首次超越新教徒。